# Boitron (Orne)
Boitron – miejscowość i gmina we Francji, w regionie Normandia, w departamencie Orne.
Według danych na rok 1990 gminę zamieszkiwało 219 osób, a gęstość zaludnienia wynosiła 16 osób/km² (wśród 1815 gmin Dolnej Normandii Boitron plasuje się na 669. miejscu pod względem liczby ludności, natomiast pod względem powierzchni na 290. miejscu).